# 司馬渾
司馬渾（3世紀—？），晉朝宗室，司馬懿第五子琅邪王司馬伷的長子司馬覲的兒子、晉元帝司馬睿之弟。初封長樂亭侯。
永安元年（304年），叔父東安王司馬繇被司馬穎所殺後，司馬渾繼嗣為東安王以奉司馬繇之祀。司馬渾不久逝世後，東安國被取消。